# Jerzy Maculewicz

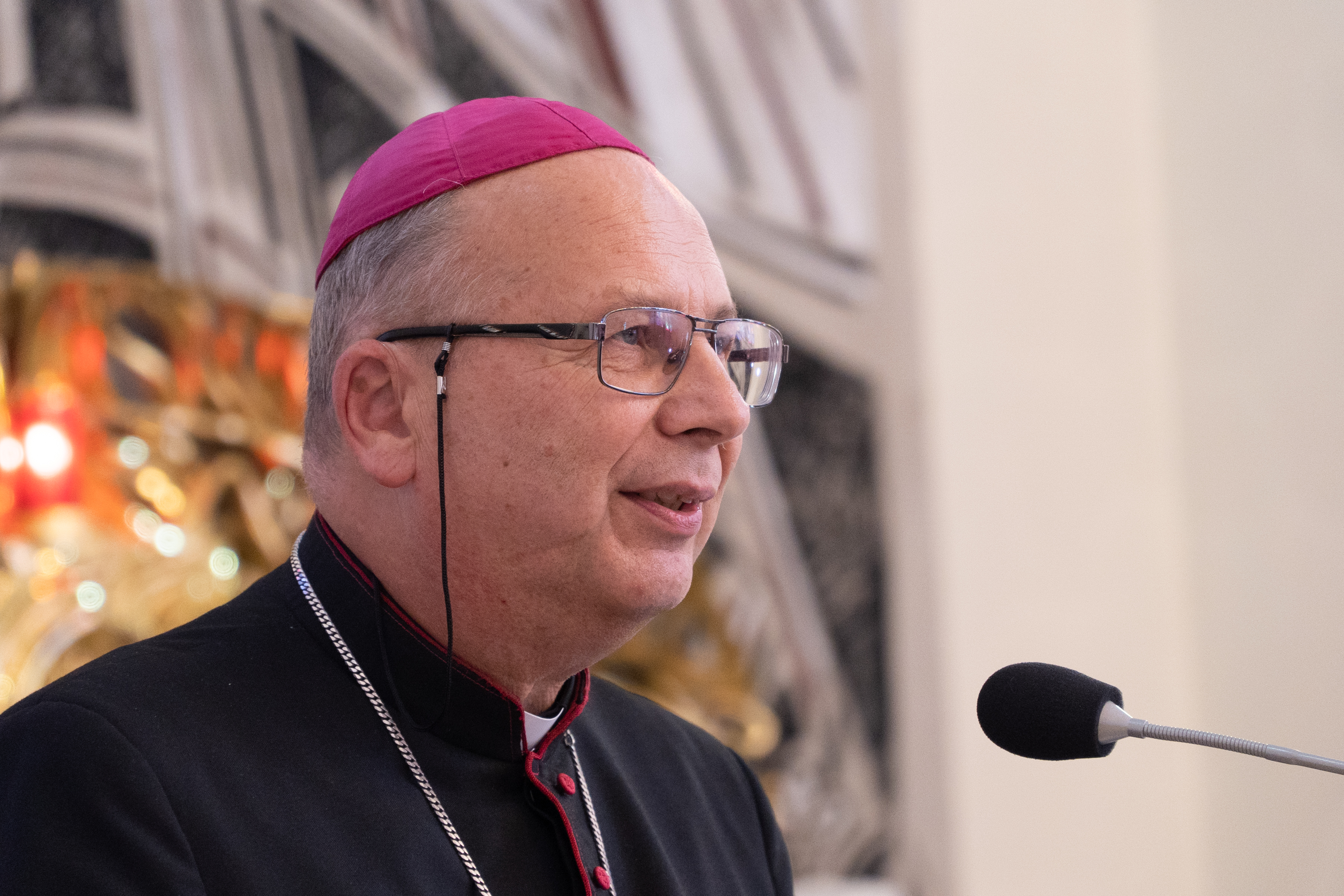
Jerzy Maculewicz, 2019

Wappen von Jerzy Maculewicz

Jerzy Maculewicz OFMConv (* 30. Mai 1955 in Daschiw) ist ein polnischer Geistlicher und römisch-katholischer Bischof sowie Apostolischer Administrator von Usbekistan.

## Leben
Jerzy Maculewicz wurde in Daschiw in der damaligen Sowjetunion, heute ukrainisches Gebiet, geboren. Er besuchte das Technische Institut und war von 1975 bis 1979 als Elektriker in einem Unternehmen in Katowice tätig. 1989 trat er der Ordensgemeinschaft der Minoriten in der Krakauer Provinz bei. Nach seiner Profess am 2. Oktober 1994 schloss er im selben Jahr sein Theologiestudium am römischen Seraphicum ab, wo er 1997 das Lizenziat in Theologie erwarb. Der Bischof von Sosnowiec, Adam Smigielski SDB, spendete ihm am 22. Juni 1996 die Priesterweihe. Nach verschiedenen pastoralen Erfahrungen wurde er im Jahr 2000 zum Vikar und Provinzsekretär der Minoriten-/Franziskanerprovinz von Krakau gewählt. 2001 erfolgte die Ernennung zum Generalassistenten der Minderbrüder für Osteuropa.
Papst Johannes Paul II. ernannte ihn am 1. April 2005 zum Apostolischen Administrator von Usbekistan und Titularbischof von Nara. Kardinalstaatssekretär Angelo Sodano spendete ihm am 14. Mai desselben Jahres die Bischofsweihe; Mitkonsekratoren waren die Erzbischöfe Robert Sarah, Sekretär der Kongregation für die Evangelisierung der Völker, und Józef Wesołowski, Apostolischer Nuntius in Kasachstan, Tadschikistan, Kirgisistan und Usbekistan.
Er wurde im April 2022 zum Vize-Präsidenten der neuen Zentralasiatischen Bischofskonferenz gewählt, die im Herbst 2021 neu begründet wurde und der die Bischöfe von Kasachstan, Kirgisistan, Tadschikistan, Turkmenistan, Usbekistan, der Mongolei und Afghanistan angehören.
Am 24. Juni 2025 berief ihn Papst Leo XIV. zum Mitglied des Dikasteriums für die Institute geweihten Lebens und für die Gesellschaften apostolischen Lebens.
Er spricht Polnisch, Italienisch und Russisch.